# Аналитичность голоморфных функций
В комплексном анализе функция {\displaystyle f} комплексной переменной называется
- голоморфной в точке {\displaystyle a}, если она дифференцируема в некоторой открытой окрестности
- аналитической в точке {\textstyle a}, если существует некоторая окрестность точки {\displaystyle a}, в которой {\displaystyle f} совпадает со сходящимся степенным рядом

{\displaystyle f(z)=\sum _{n=0}^{\infty }c_{n}(z-a)^{n}}
Одним из самых важных результатов комплексного анализа является теорема о том, что голоморфные функции являются аналитическими. Следствия этой теоремы включают, среди прочих, следующие результаты:
- теорема единственности: две голоморфные функции, значения которых совпадают в каждой точке множества {\displaystyle S} (у которого имеется предельная точка внутри пересечения областей определения функций), также совпадают в любом открытом связном подмножестве их областей определения, которое содержит {\displaystyle S}.
- так как степенной ряд бесконечно дифференцируем, соответствующая ему голоморфная функция тоже является бесконечно дифференцируемой (в отличие от случая дифференцируемой действительной функции).
- радиус сходимости всегда совпадает с расстоянием от центра а до ближайшей сингулярной точки. Если таковых не имеется (т. е. если {\displaystyle f} – целая функция), то радиус сходимости равен бесконечности.
- целая голоморфная функция не может быть финитной, т.е. не может иметь в качестве (компактного) носителя связное открытое подмножество комплексной плоскости.

## Доказательство
Доказательство, впервые предложенное Коши, основано на интегральной формуле Коши и на разложении в степенной ряд выражения
{\displaystyle {\dfrac {1}{w-z}}}
Пусть {\displaystyle D} обозначает открытый диск с центром в точке {\displaystyle a}. Предположим, что {\displaystyle f} является дифференцируемой всюду в открытой окрестности замыкания {\displaystyle D}. Пусть {\displaystyle C} обозначает положительно ориентированную окружность, которая является границей {\displaystyle D}, a {\displaystyle z} – точку в {\displaystyle D}. Начиная с интегральной формулы Коши, можно записать
{\displaystyle {\begin{aligned}f(z)&{}={1 \over 2\pi i}\int _{C}{f(w) \over w-z}\,\mathrm {d} w\\[10pt]&{}={1 \over 2\pi i}\int _{C}{f(w) \over (w-a)-(z-a)}\,\mathrm {d} w\\[10pt]&{}={1 \over 2\pi i}\int _{C}{1 \over w-a}\cdot {1 \over 1-{z-a \over w-a}}f(w)\,\mathrm {d} w\\[10pt]&{}={1 \over 2\pi i}\int _{C}{1 \over w-a}\cdot {\sum _{n=0}^{\infty }\left({z-a \over w-a}\right)^{n}}f(w)\,\mathrm {d} w\\[10pt]&{}=\sum _{n=0}^{\infty }{1 \over 2\pi i}\int _{C}{(z-a)^{n} \over (w-a)^{n+1}}f(w)\,\mathrm {d} w.\end{aligned}}}
Перестановка операций интегрирования и бесконечной суммы справедлива, так как выражение ограничено некой положительной константой {\displaystyle M} для любых {\displaystyle w} на {\displaystyle C}, в то время как неравенство
{\displaystyle \left|{\frac {z-a}{w-a}}\right|\leq r<1}
также справедливо на {\displaystyle C} при некотором положительном {\displaystyle r}. Таким образом,
{\displaystyle \left|{(z-a)^{n} \over (w-a)^{n+1}}f(w)\right|\leq Mr^{n}}
на {\displaystyle C}. Ряд сходится равномерно на {\displaystyle C} по признаку сходимости Вейерштрасса, а значит знаки суммы и интеграла могут быть переставлены.
Так как выражение {\displaystyle (z-a)^{n}} не зависит от переменной, его можно вынести за знак интеграла:
{\displaystyle f(z)=\sum _{n=0}^{\infty }(z-a)^{n}{1 \over 2\pi i}\int _{C}{f(w) \over (w-a)^{n+1}}\,\mathrm {d} w}.
Таким образом, разложение функции {\displaystyle f} приобретает искомую форму степенного ряда от {\displaystyle z}:
{\displaystyle f(z)=\sum _{n=0}^{\infty }c_{n}(z-a)^{n}}
с коэффициентами
{\displaystyle c_{n}={1 \over 2\pi i}\int _{C}{f(w) \over (w-a)^{n+1}}\,\mathrm {d} w.}